# Verein Wirtschaft für Integration
Der Verein Wirtschaft für Integration (VWFI) ist ein österreichischer Wirtschaftsverein mit Sitz in Wien. Der Verein begreift Zuwanderung und Integration als Chance für Österreich und die österreichische Wirtschaft und engagiert sich in den beiden Bereichen nach dem Grundsatz „fordern und fördern“. Im Rahmen seiner Aktivitäten und Projekte, die von verschiedenen Wirtschaftsunternehmen unterstützt werden, verfolgt der Verein einen potenzialorientierten Zugang.

## Gründung und Vereinsstruktur
Der Verein wurde im März 2009 von Georg Kraft-Kinz, Generaldirektor-Stv. der Raiffeisenlandesbank Niederösterreich-Wien (RLB NÖ-Wien), und dem in Teheran geborenen Wiener Unternehmer Ali Rahimi gegründet. Die beiden agieren als Obmann bzw. wie auch Johannes Schuster als stellvertretender Obmann des Vereins. Geschäftsführerin war von 2012 bis 2017 Meri Disoski. Generalsekretär ist Peter Wesely. Im Vorstand des Vereins sind darüber hinaus auch große international agierende Unternehmen Österreichs wie Österreichische Lotterien, Porr, Novomatic, Rewe und Uniqa vertreten.
Als Schirmherren fungieren der Wiener Bürgermeister Michael Häupl und der ehemalige Raiffeisen-Generalanwalt Christian Konrad. Die Wiener Vizebürgermeisterin Renate Brauner, WKW-Präsidentin Walter Ruck, SWV-Präsident Fritz Strobl und Erwin Hameseder, Generaldirektor der Raiffeisen-Holding und Generaldirektor der RLB NÖ-Wien, bilden das Ehrenpräsidium. Weiters bestehen Kooperationen und Projektpartnerschaften mit der Industriellenvereinigung, der Wirtschaftskammer Wien, der Wirtschaftsagentur Wien, dem Bundesministerium für Europa, Integration und Äußeres und der Wiener Stadträtin für Integration.
Das operative Team des Vereins besteht derzeit aus vier Mitarbeiterinnen (Stand: 2013). Die RLB NÖ-Wien ist Gründungs- und Hauptsponsor von Wirtschaft für Integration. Der Verein hat 2020 seine operative Tätigkeit eingestellt und sich mit 2021 aufgelöst.

## Leitbild und Ziele
Der VWFI erachtet die Integration von Menschen aus unterschiedlichen Staaten und Kulturen in Österreich als unerlässlich und als große Chance für das Land. Zuwanderung sieht der Verein als Realität und Notwendigkeit für die weitere Entwicklung Österreichs.
Ziel des Vereins ist es, die Themen Zuwanderung und Integration auf eine neue und konstruktive Weise zu behandeln. Dabei verfolgt er einen potenzialorientierten Zugang. Darüber hinaus versteht sich der Verein als Impulsgeber für Wirtschaft, Politik und Gesellschaft sowie als Vermittler zwischen potenziellen Sponsoren und Initiativen zur Integration.

## Inhaltliche Schwerpunkte und Projekte
Der Verein realisiert eigenständige Projekte und unterstützt Projekte und Initiativen, die seine positive Sicht von Integration teilen. Die Aktivitäten des Vereins auf Ebene der Projekte lassen sich in drei Bereiche gliedern: Bildung und sprachliche Kompetenz, Informations- und Bewusstseinsbildung sowie Chancengleichheit und Arbeitsmarkt.

### Projekte

#### Mehrsprachiger Redewettbewerb „Sag’s Multi“
Seit 2009 organisiert der Verein jährlich den mehrsprachigen Redewettbewerb „Sag’s Multi“. Ein Merkmal von „Sag’s Multi“ ist, dass die Schüler in ihren Reden zwischen Deutsch und einer weiteren Sprache wechseln. Damit ist „Sag’s Multi“ nach Angaben des Vereins im deutschsprachigen Raum einzigartig. Ziel des Redewettbewerbs ist es, das Potenzial von Mehrsprachigkeit sichtbar zu machen und die Leistungen und das Können von Jugendlichen, insbesondere aus zugewanderten Familien, in Form von Preisen zu fördern bzw. zu honorieren. Seit dem Schuljahr 2014/15 sind auch Jugendliche, die zwar nicht zweisprachig aufwachsen, aber dennoch mehr als eine Sprache beherrschen, zur Teilnahme eingeladen. Der Österreichische Rundfunk ORF hat im Herbst 2020 die Trägerschaft des mehrsprachigen Redewettbewerbs SAG'S MULTI! übernommen.

#### „Konnex“ – Paten für junge Menschen mit Migrationsgeschichte
„KONNEX“ wurde als Folgeprojekt des Redewettbewerbs „Sag’s Multi“ ins Leben gerufen. Mit diesem Programm werden Jugendliche mit Migrationshintergrund über einen längeren Zeitraum hinweg von Paten aus den Bereichen Wirtschaft, Kunst und Kultur, Medien und ähnlichen begleitet und bei ihrer Berufs- und Ausbildungsorientierung unterstützt. Ergänzt wird das Programm durch gemeinsame Veranstaltungen und Workshops für alle Jugendlichen.

#### Forum Wirtschaft im Zentrum (WiZ)
Im Rahmen des Forums Wirtschaft im Zentrum (WiZ) lädt der VWFI regelmäßig zu Diskussionen zwischen Personen aus Wirtschaft, Politik, Kultur und Medien in das Looshaus in Wien ein. Ziel ist es, Integration aus wirtschaftlicher Perspektive zu diskutieren, Impulse zu geben und aufzunehmen sowie Netzwerke und Kontakte aufzubauen.

#### VWFI-Mobilitätsstipendium
Der Verein Wirtschaft für Integration stiftet für Studierende der Wirtschaftsuniversität Wien, die aus einkommensschwachen Familien kommen, sogenannte Mobilitätsstipendien, um ihnen im Rahmen ihrer Abschlussarbeit einen Forschungsaufenthalt im Ausland zu ermöglichen und so zur Internationalisierung und Stärkung des Wissenschaftsstandortes Wien beizutragen.

#### Die Fivers kommen zu dir
Die Handballmannschaft Fivers WAT Margareten organisiert einmal jährlich den Event „Die Fivers kommen zu dir“ im Hochhauspark im 5. Wiener Gemeindebezirk. Über 100 Kinder und Jugendliche, viele von ihnen aus sozioökonomisch benachteiligten bzw. zugewanderten Familien, kommen dabei zusammen. Beim gemeinsamen Handballspiel und Grillfest mit den Spielern wird nicht nur der Spaß an der Bewegung gefördert, sondern auch das integrative Moment des Sports. Der VWFI ermöglicht das Projekt über einen Großspender. Die Durchführung der Veranstaltung erfolgt in Kooperation mit der Parkbetreuung Margareten, dem Jugendzentrum Margareten, der Bezirksvorstehung und dem Verein „Back on Stage“ (Verein Wiener Jugendzentren).

### Abgeschlossene Projekte

#### Wiener Mut: Vielfalt findet Stadt!
„Wiener Mut: Vielfalt findet Stadt!“ ist eine gemeinsame Initiative des VWFI, des ORF-Landesstudios Wien und der österreichischen Wirtschaft. Der Preis zeichnet Wiener mit und ohne internationale Wurzeln aus, die die Vielfalt in Wien sichtbar und spürbar machen. Eine Fachjury ermittelt in sechs Kategorien die Preisträger, die im Rahmen einer feierlichen Preisverleihung ausgezeichnet und anschließend vom ORF-Landesstudio Wien porträtiert werden. Mit „Wiener Mut“ wird der „Preis der Wiener Vielfalt“, der 2013 verliehen wurde, unter neuem Namen fortgeführt.

#### AKTION365PLUS
Die AKTION365PLUS förderte die Umsetzung von Projektideen und die Erstellung von Produkten, die einen Beitrag zur kulturellen Vielfalt in Österreich leisten. Der Aktion lag die Idee zu Grunde, dass 365 Menschen, Unternehmen und Institutionen mit ihrer Spende einen Fonds zur Förderung von Kleinprojekten unterstützen.

#### Österreichischer Integrationstag (ÖIT)
Der ÖIT wurde dreimal vom VWFI in Kooperation mit der Industriellenvereinigung, der Stadt Wien und den Österreichischen Lotterien veranstaltet und vernetzte engagierte Personen aus Zivilgesellschaft, Politik, Medien und Wirtschaft im Rahmen einer eintägigen Konferenz. Die Vernetzung, der Informationsaustausch verschiedener Interessensgruppen sowie die Erarbeitung gemeinsamer Konzepte standen dabei im Mittelpunkt.

#### Österreichischer Integrationspreis
Der Verband hat gemeinsam mit dem ORF zweimal den Österreichischen Integrationspreis für engagierte Personen und vorbildhafte Projekte verliehen.

#### Coca-Cola „Christian Ludwig Attersee Weihnachts-Edition“
Auf Initiative von Wirtschaft für Integration verkaufte Coca-Cola in der Vorweihnachtszeit Getränkedosen in einem speziellen Design, die von dem Künstler Christian Ludwig Attersee entworfen wurden. Derartige Sondereditionen gibt es bei Coca-Cola nur in besonderen Fällen. Damit unterstützte der Konzern die Ausweitung des mehrsprachigen Redewettbewerbs „Sag’s Multi“ 2012/13 in die Bundesländer.

#### Charta-Gespräche
Als Partnerorganisation unterstützte der Verein Wirtschaft für Integration das von der Wiener Stadtregierung initiierte Bürgerbeteiligungsprojekt „Wiener Charta“. Dessen Ziel ist es, Grundsätze und Spielregeln für ein gutes Zusammenleben zu erarbeiten. Der VWFI veranstaltet in Kooperation mit der Wirtschaftsagentur Wien, der Wirtschaftskammer Wien, NOVOMATIC AG und dem Staatssekretariat für Integration zwei Charta-Gespräche.

## Finanzierung
Die Infrastruktur des Vereins wird von der RLB NÖ-Wien gesponsert. Die Projekte des Vereins werden von Unternehmen, der RLB NÖ-Wien sowie über projektbezogene Mitgliedsbeiträge finanziert. Zu den Sponsoren zählen unter anderem Uniqa, Porr, Coca-Cola, die Bäckerei Mann, die Österreichischen Lotterien, Wien Holding, Siemens AG Österreich, Mc Donald’s, Samsung, HINK, Novomatic und ARA.